# Katrina hurrikán (2005)

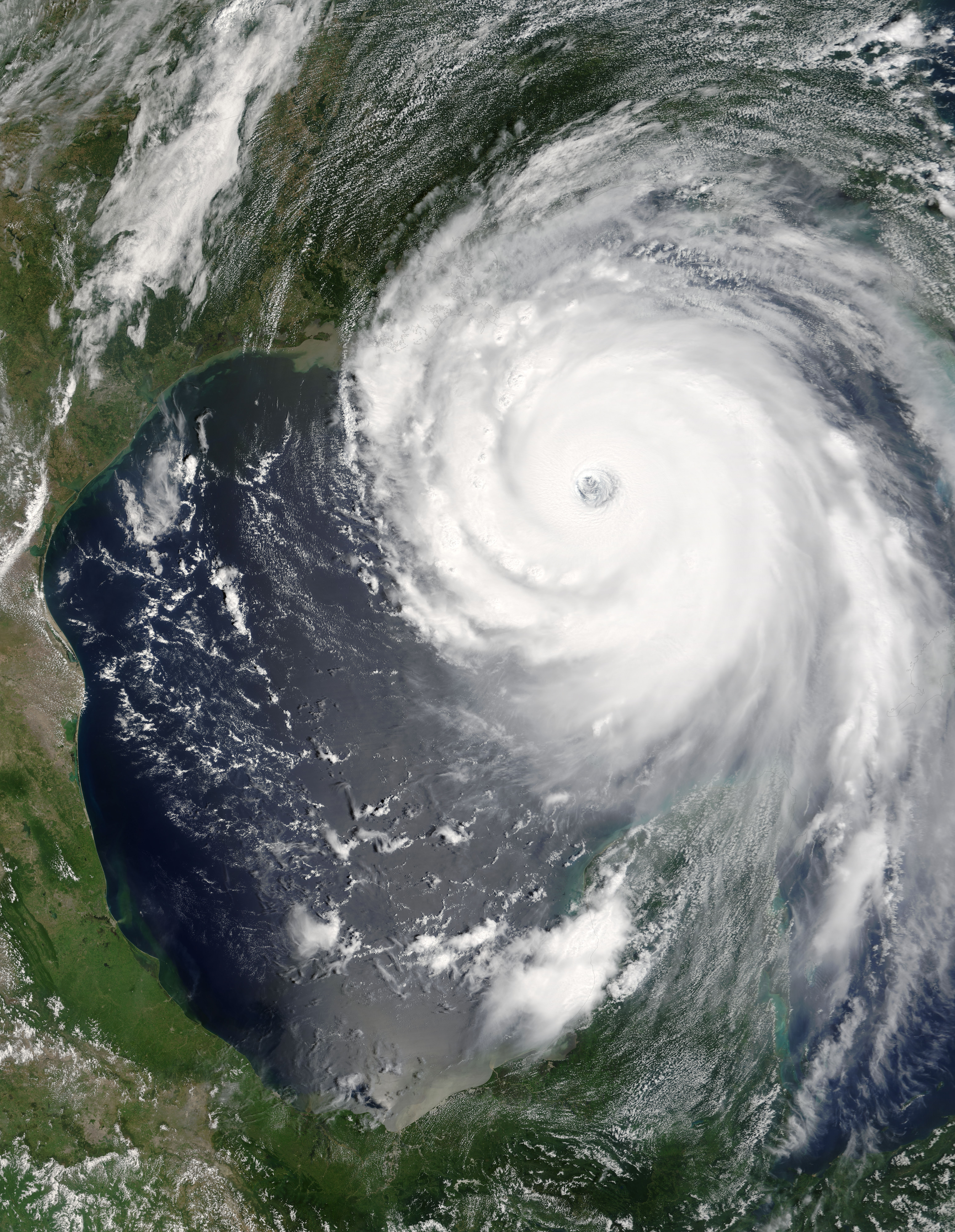
A Katrina hurrikán 2005. augusztus 28-án a Mexikói-öböl felett, csúcsintenzitásán

A Katrina hurrikán egy intenzív és pusztító hurrikán volt 2005 augusztusában, amely főként a Mexikói-öblöt és az Egyesült Államokat érintette, hatalmas pusztítást és árvizet okozva többek között New Orleansban, illetve tágabb környezetében. A Katrina még a Bahamáknál alakult ciklonná, de nem okozott említésre méltó kárt azon a vidéken. Viszont New Orleans városának egy része víz alá került, nagyon sokan meghaltak. A rekordokat döntögető 2005-ös atlanti-óceáni hurrikánszezon része, melynek tizenkettedik rendszere, tizenegyedik nevet kapott vihara, ötödik hurrikánja, harmadik jelentős ("major") hurrikánja, és már a második 5-ös erősségű ciklonja volt.

## Meteorológiai folyamat
Augusztus 23-án a Bahamák térségében a 10-es számú trópusi depresszió maradványai összetalálkoztak a Puerto Ricótól észak-északnyugati irányban lévő trópusi hullámmal, ami a kedvező feltételek mellett lehetővé tette egy új rendszer kialakulását. Még aznap, helyi idő szerint 21:00-kor az NHC a rendszert felminősítette a 12-es számú trópusi depresszióvá, amint a Bahamák délkeleti partjainál tartózkodott. Az éjféli órákban lassan nyugat-északnyugat felé haladva elérte a trópusi vihar fokozatot, és megkapta a "Katrina" nevet. Katrina nyugat felé haladt tovább, majd 1 nappal később, augusztus 25-én 22:30 UTC-kor az egyperces állandó átlagszélsebessége meghaladta a 119 km/h-t, a maximum lökések pedig a 155 km/h-t, ezzel a szezon ötödik hurrikánjává válva. Mindössze 2 órával később Katrina szeme partot is ért Floridában Aventura és Fort Lauderdale között 129 km/h-s egyperces állandó átlagszéllel és 160 km/h-s lökésekkel. A Florida Keys szigetek, Miami, illetve a partot érési pontjától 30 km-es sugárban északra és nyugatra is trópusi vihar erősségű szél tombolt. Katrina jelentős mennyiségű csapadékkal öntözte meg Florida déli vidékeit. Katrina ugyan nem növelte tovább szélsebességét a szárazföld felett, de nem is vesztett abból, valamint a hurrikán státuszát is meg tudta tartani. A vihar központjában pedig egyre inkább kirajzolódott a szem. Katrina Chokoloskee település környékén hagyta el Floridát, és lépett be a Mexikói-öböl területére szépen lassan növelve szélsebességét, az ott lévő átlagosnál melegebb tengervíz és páradús levegő pedig kedvező feltételnek bizonyultak, nem beszélve a vihar útjában lévő meleg tengeráramlatról. Az előrejelzések kezdetben azt mutatták, hogy Florida északnyugati részén, Florida Panhandle partjainál fog ismételten partot érni a vihar, az idő múltával azonban ezt egyre nyugatabbra tolták, egészen Mississippi keleti részéig. Augusztus 26-án a 2-es, majd augusztus 27-én a kora hajnali órákban már a 3-as fokozatot is elérte a vihar, hiszen egyperces állandó átlagszélsebessége meghaladta a 180 km/h-t (112 mph) is, így ez lett a szezon harmadik jelentős "major" hurrikánja. Ekkor egy 18 óráig tartó szemfalcserélő folyamat kezdődött, mely alatt a vihar nem erősödött, de mind a szem, mind a vihar méretét a duplájára növelte. Augusztus 27-én késő estétől Katrina újra hirtelen erősödni kezdett, Augusztus 28-án helyi idő szerinti 00:40-kor 4-es kategóriájú hurrikánná vált, 233 km/h-sra (145 mph) növekedett a percenkénti átlagszélsebessége. Reggel 7 órakor, 12 órával a második erősödési hullám kezdete után elérte az 5-ös fokozatot, ugyanis 265 km/h-ra (164 mph) ugrott az egyperces állandó átlagszél a vihar belsejében. Ezzel 25 év után Katrina lett az első 5-ös erősségű Ciklon az Allen hurrikán után a Mexikói-öbölben. Délután egykor Katrina elérte csúcsintenzitását, 281 km/h-s (175 mph) átlagszéllel, és 346 km/h-s (215 mph) maximum lökésekkel tombolt a tengeren, miközben centrális nyomása 902 mbar-ra zuhant le. Ezen nyomással Katrina akkor a negyedik legintenzívebb atlanti-óceáni hurrikánná vált nyomást tekintve, mely rekordot 4 hétig tudott csak tartani. Ahogyan a vihar a szárazföld felé közelített, egyre több figyelmeztetést adtak ki Louisiana és Mississippi területére is a vihar veszélye miatt, bár még mindig úgy várták, hogy Mississippiben fog partot érni Katrina. Augusztus 28-án délutántól a vihar mérete miatt az említett partmenti részek már bőven trópusi-vihar erősségű szélsebességet és enyhe csapadékot észleltek, miközben a vihar központja 290 km-re (180 mérföld) délre volt a Mississippi folyó torkolatától. Katrina augusztus 29-én hajnalban újabb szemfalcserélődésen ment keresztül, mely következtében vesztett az erejéből, és visszaesett a 4-es kategóriába, bár percenkénti állandó átlagszélsebessége még így is 240 km/h (150 mph) volt. A belső szemfal erőssége romlott, és a külsővel vált eggyé, ami fontos volt a gyengülése szempontjából. Ezek mellett a korábbiakhoz képest hűvösebb vizekre "evezett" a vihar, az áramlat vonalából kitért északra korábban, illetve a levegő páratartalma kevesebb volt azon a területen, inkább már szárazabb. Katrina erős tengeráramlatokat, és 9-17 méter magas hullámokat küldött a partokra, melyek felé közeledett. Katrina mozgása kissé gyorsabb is lett, és augusztus 29-én helyi idő szerint hajnali 5 körül ért partot a Mississippi-folyó deltánál, a keleti pilótaállomás környékén, 4-es kategóriájú hurrikánként 228 km/h-s (141 mph) egyperces állandó átlagszéllel és 300 km/h-s szélrohammal. A sok tóval borított lakatlan, mocsaras félszigeten végigszántva helyi idő szerint 06:10-kor ismét partot ért Buras-Triumph (Louisiana) nevű településnél, egy legfelsőbb kategóriás 3-as erősségű ciklonként, ekkor percenkénti állandó átlagszélsebessége 208 km/h (129 mph) volt, a maximum lökések 260 km/h-sak, a centrális nyomás pedig 920 mbar, és a vihar 24 km/h-val (15 mph) észak felé haladt. Az előrejelzések még mindig azt mutatták, hogy kissé kitér északkeleti irányba, és már Mississippi nyugati felén fog partot érni ismét. Ahogyan haladt észak felé, a tenger közeli kis községek (Plaquemines, St. Bernard Parish, Pillowtown, Slidell és St. Tammany Parish) súlyos mértékű károkat szenvedtek, egyes helyek teljesen víz alá kerültek. Az eredeti becslés szerint Katrina 217 km/h-s átlaglökésekkel, 4-es erősségű hurrikánként ért partot másodszorra, de a későbbi elemzések szerint mire a vihar szeme partot ért éppen akkor esett vissza a 3-as kategóriába. Ennek a gyengülésnek a pontos oka még ismeretlen. Katrina nem sokkal később 207 km/h-s percenkénti állandó átlagszéllökésekkel partot ért Lake Fortuna környékén, és végigszántott az ott lévő mocsaras, lakatlan, tavakkal tarkított vidéken, végül pedig a St. Malo nevű kis településnél hagyta el a szárazföldet ismét, ezzel a Lake Borgne fölé kerülve, és kissé északnyugatibb irányt véve. A hurrikán szeme New Orleans városától pár kilométerre keletre haladt el, majd kissé valóban északkeleti irányba fordult el, de még így is nyugatabbra ért partot, mint azt az előrejelzések mutatták. Katrina megtette utolsó partot érését pont Louisiana és Mississippi határvonalán. Percenkénti állandó átlagszélsebessége 201 km/h (125 mph), maximum lökései pedig 245 km/h-sak voltak, centrális nyomása 928 mbar (27,40 inHg). Aktuálisan Katrina a harmadik legintenzívebb trópusi ciklonná vált, amely partot ért a kontinentális USA területén. A vihar és a szemfal nagy mérete miatt rekord magasságú árvíz és belvíz keletkezett Louisianában, Mississippiben és Alabamában is, hiszen már a vihar érkezése előtt megkezdődött az esőzés és a szél, illetve magas hullámok nyaldosták a partokat. Mississippiben, Bay St. Louisban 8,5 méteres volt a vízállás, Mobile településén (Alabama) pedig 4 méter (13 láb). Ilyen magas vízállás 1917 óta nem volt. A vízállás magassága nem csak a tengerből érkező hullámoknak, szélnek és a csapadéknak köszönhető, hanem annak, hogy sok kis apró tó és mocsaras vidék található ezeken a területeken, amik szintén kiáradtak, illetve sok terület magassága a tenger szintje alatt van.
Ahogyan Katrina haladt befelé a szárazföldön Mississippi területén átlósan, jelentős károkat okozott abban a sávban, és mérsékeltebb károkat a környező területen. Katrina utolsó partot érése után 2 órával visszaesett a 2-es kategóriába, majd ezután még 2 óra múlva pedig az 1-es kategóriába, mivel percenkénti állandó átlagszélsebessége 154 km/h alá csökkent, az abszolút lökések pedig 215 km/h alá. Végül a partoktól 245 km-re (152 mérföld) északra, Meridian (Mississippi) településénél vesztette el hurrikán státuszát, ekkorra az egyperces állandó átlagszele a központban is 119 km/h alá süllyedt, és már a maximális szélrohamok sem lépték túl a 173 km/h-t. A ciklon tovább haladt észak-északkelet felé, Tennessee felé, amelynek határán Katrina átlagszelei még mindig 110 km/h körül mozogtak, a legerősebb széllökések pedig 170 km/h körül. Végül fokozatosan gyengülve Katrinát Clarksville (Tennessee) fölött haladva fokozták le trópusi depresszióvá, átlagszele hirtelen 62 km/h alá csökkent, és a maximum lökések sem lépték túl már a 100 km/h-t. Katrina augusztus 31-én kettévált, a vihar egyik fele észak felé húzott el gyors sebességgel, a másik fele haladt tovább északkelet felé egy hidegfront miatt, amivel később teljesen eggyé vált. A "fél" ciklon egyperces átlagszele 40 km/h alá ment, a maximum lökései pedig 90 km/h körül mozogtak. A fronttal együtt mozogva Katrina elvesztette trópusi depresszió státuszát, és egy alacsony légnyomású mérsékelt övi extratrópusi ciklonná válva több területen még így is 12 óra alatt 50–170 mm (1.97-6.69 hüvelyk) esőt dobott le az USA-Kanada határ északkeleti sávján. Pennsylvania és Georgia államokban Katrina felhőzete tornádók sorozatát okozta, melyekben 2 ember is életét vesztette. Katrina kisebbik szétszakadt fele a Nagy-tavak régiójában teljesen szétesett, a másik fele Québec és Új-Brunswick tartományokban okozott további esőzéseket, és helyenként 98 km/h-s széllökéseket (35 km/h-s átlaglökésekkel), és további csapadékkal főként Saguenay és Côte-Nord régiókban, amit egy hétre el is különítettek Québec többi részétől az eső és szél okozta károk végett. Augusztus 31-én helyi idő szerint 23:00-kor a ciklon maradványainak darabjai teljesen szétzilálódtak, és teljesen megszűnt a cirkuláció a rendszerben, és az Appalache hegység környékén végleg szertefoszlott.

## Áldozatok és károk

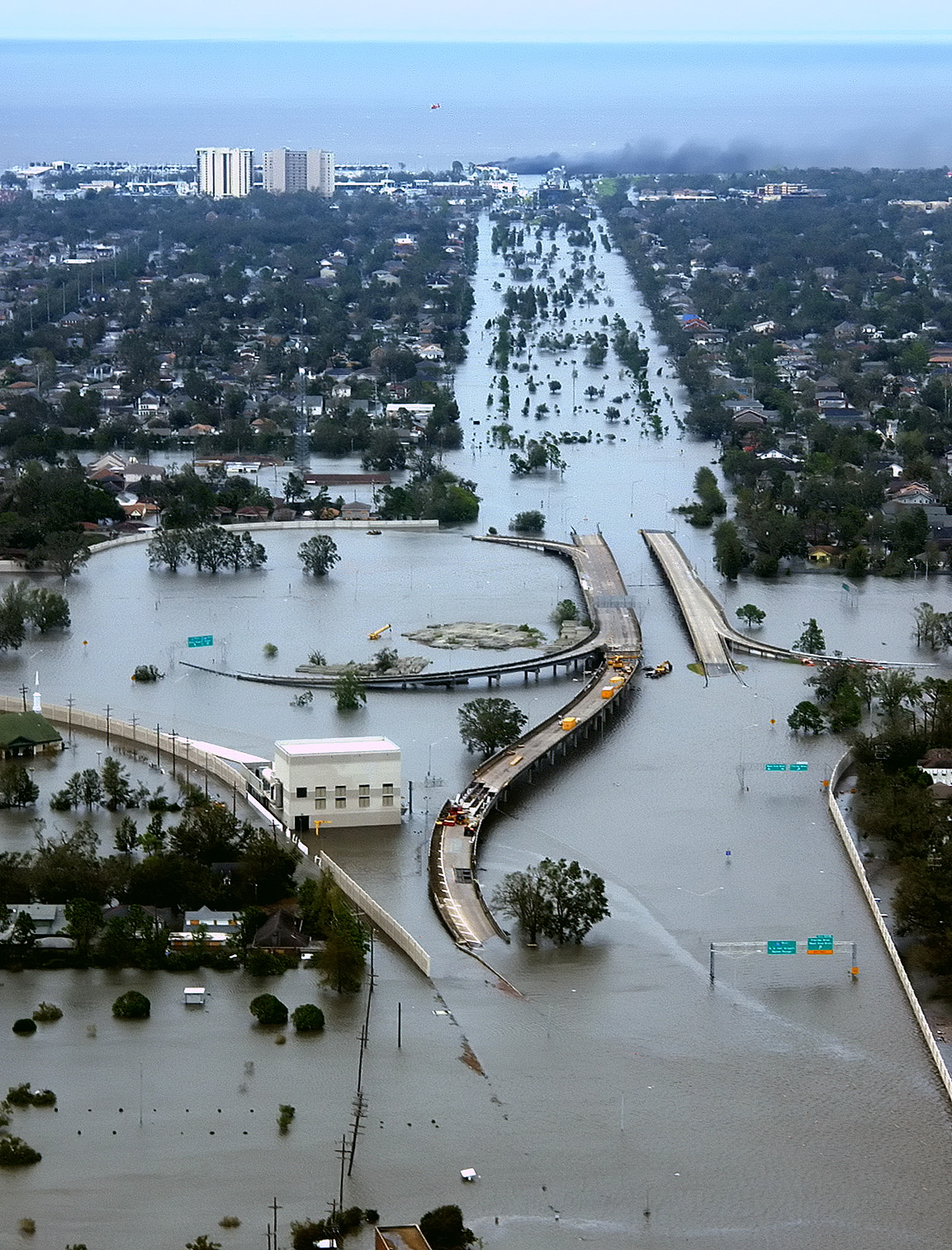
Az elöntött New Orleans

A Katrina volt az egyik legtöbb áldozatot követelő vihar az USA-ban, 10 000 áldozatról szóltak a hírek. Sok helyen fertőzésveszély volt és a kolera is megjelent e térségben. A hurrikán óriási hatására több olajfúró torony is elsüllyedt a Mexikói-öbölben, illetve olajfinomítók váltak használhatatlanná. Emiatt emelkedett a kőolaj világpiaci ára. A hurrikán 300 000 embert hagyott áram nélkül Dél-Louisianában, míg Louisiana, Mississippi és Alabama államban 1,3 millió otthonban és munkahelyen szakadt meg az áramszolgáltatás.

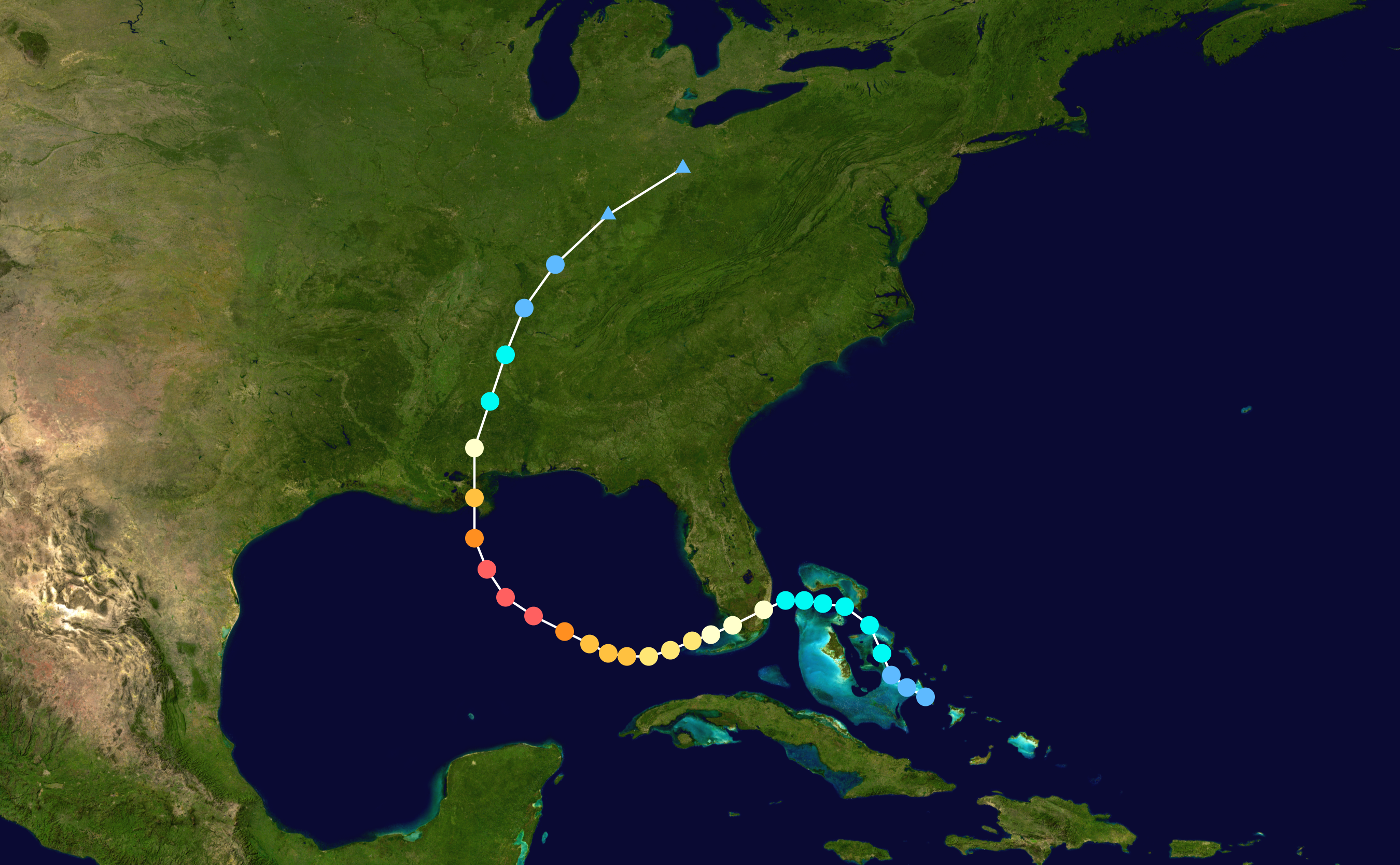
A Katrina útja

A vihar ötös erősségű szörnyként érkezett, azonban hamar négyesre mérséklődött, valamint némileg el is kanyarodott, azonban így is tetemes károkat okozott. A tengerszint alatt fekvő New Orleanst védő gát átszakadt. Voltak, akik figyelmen kívül hagyták a kiürítési felszólítást, főleg a szegények, akiknek nem volt hová költözniük. A Hatóságok szerint közülük sokan odaveszhettek az árban, mivel a mentőalakulatok a legtöbb helyre nem tudtak bejutni a magas vízállás miatt.
George W. Bush amerikai elnököt később súlyos kritikákkal illették a mentés és a helyreállítás szervezetlensége miatt.